# Polittico della Madonna (Bartolomeo Vivarini)
Il Polittico della Madonna è un dipinto a tempera su tavola di Bartolomeo Vivarini, datato al 1464 e conservato nelle Gallerie dell'Accademia di Venezia. Il pannello centrale misura 131x49 cm, mentre i pannelli laterali misurano 107x33 cm ciascuno.
L'opera è nota anche come Polittico della Madonna col Bambino dormiente e i santi Andrea, Giovanni Battista, Domenico e Pietro oppure come Polittico di Sant'Andrea della Certosa. In letteratura è erroneamente citato come Polittico di Ca' Morosini.

## Storia
Il polittico fu originariamente dipinto per la cappella Diedo affacciata al chiostro del distrutto complesso certosino di Sant'Andrea, nell'isola detta appunto della Certosa, situata allora sul margine della Laguna di Venezia, a poca distanza verso est dall'allora cattedrale di San Pietro. Tuttavia, la prima descrizione di Marco Boschini nel 1674 riportava l'errore di attribuzione della proprietà:
L'equivoco derivava dalla vicinanza all'ingresso della cappella di un sarcofago della famiglia Morosini, che portava l'iscrizione SP. DOMINICI ET AVGVSTINI MAVRECENI FRATRVM ET SVORVM HEREDVM (spoglie di Domenico e Agostino Morosini e dei loro eredi). In realtà, ai piedi dell'altare dovevano essere le più modeste lastre tombali di Domenico Diedo e della moglie Chiara, come prescritto nel testamento:
[...] in la sepoltura per mi fata, in dita capella non voglio mai algun altro sia messo in quello excepto, si la predita Madonna Chiara nostra consorte voglia, in quella esser posta...»
Probabilmente le lastre vennero coperte dagli arredi con l'adattamento della cappella a capitolo dei frati, e quindi nascoste.
Nonostante il Coronelli, già nel 1694, avesse precisato che la cappella, esattamente quella stessa trasformata in capitolo, fosse stata costruita sotto il giuspatronato del procuratore di San Marco Domenico Diedo (1401-1466), nella letteratura artistica – sia storica sia contemporanea – si preferì sempre riferirla, insieme all'opera in essa contenuta, al più altisonante casato dei Morosini, perpetuando così l'errore del Boschini.
Dopo le ricerche d'archivio di Susan Steer, che hanno individuato anche nei libri di spesa dei Diedo le note relative alla costruzione della cappella e alla commissione del dipinto, le stesse Gallerie dell'Accademia non citano più i Morosini nella loro estesa scheda. Il titolo attuale non tiene però conto del riposizionamento delle tavole del Battista e di San Domenico, avvenuto probabilmente dopo il restauro del 1998.
Il polittico giunse alle Gallerie nel 1812, assieme ad altre opere recuperate dalle soppressioni napoleoniche, soppressioni che avevano portato letteralmente a radere al suolo anche dell'importante complesso certosino di Venezia.

## Descrizione e stile

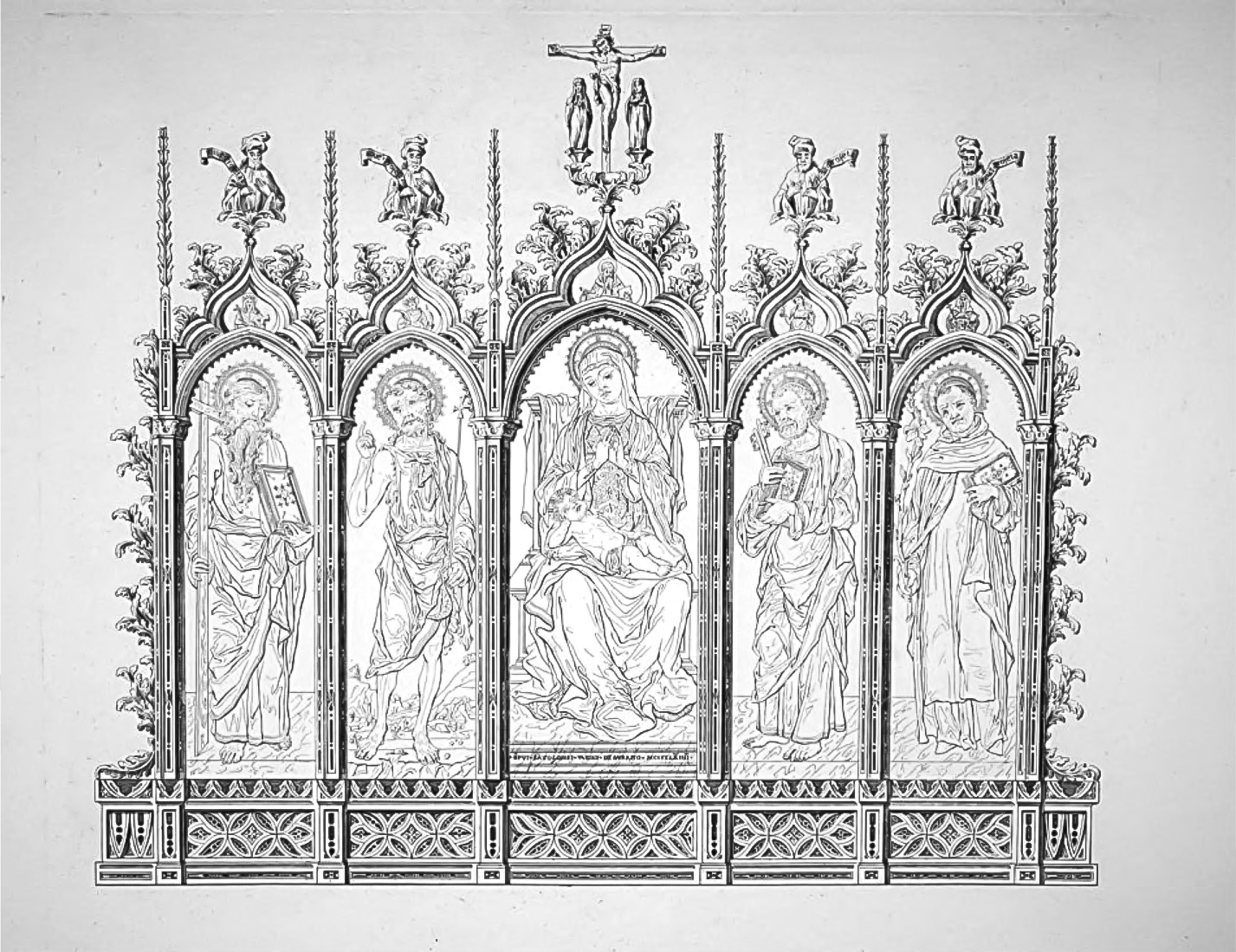
Anonimo, Polittico della Madonna di Bartolomeo Vivarini, tardo XVIII secolo, incisione commissionata da Giovanni Maria Sasso per Venezia Pittrice

La configurazione originaria del polittico ci è nota grazie ad un'incisione del tardo Settecento commissionata dal collezionista e storico dell'arte Giovanni Maria Sasso per il suo mai finito libro sulla Venezia Pittrice; questa configurazione dovrebbe essere corrispondente a come l'opera si presentava al momento dell'ingresso nel museo. L'originaria cornice era coronata dagli intagli di una Crocifissione con i dolenti al centro e i busti dei quattro profeti Giosuè, Noè, Giona e Isaia – tutti identificabili dagli usuali cartigli – sopra le tavole minori. Sotto a queste sculture la sommità delle singole tavole era incorniciata da doppi archi; quelli interni, ogivali, erano sormontati da archi trilobati e nel lobo centrale portavano immagini di sante e, sopra la tavola centrale, Antonio abate, unico santo maschio.
I santi hanno subito diversi spostamenti rispetto alla loro distribuzione presumibilmente originale, ma non si suppongono riarrangiamenti precedenti alla realizzazione dell'incisione settecentesca. È noto infatti l'esito di un'ispezione del Maggiotto nel 1797, che fa supporre la mancanza di interventi manutentivi precedenti: «Alla Certosa, nel Capitolo di que' Padri, la palla in cinque comparti dipinta a tempera dal Vivarino, con la B[eata] Vergine, e vari Santi, è danneggiata molto nel panneggiamento azzur[r]o di essa Vergine, il quale è quasi affatto perduto». Sicuramente dopo il 1812, con la realizzazione di una nuova cornice, la posizione di Pietro e Domenico fu invertita rispetto all'incisione, tuttavia lo stesso ordine venne ripreso poi nel 1898, con un'altra nuova cornice, per essere nuovamente modificato nel 1989. Anche l'attuale disposizione nel museo differisce da quella presentata nella fotografia di questa pagina e nella monografia della sovrintendente Nepi Sciré del 1991, e anche suggerita dal restauratore, passando dall'ordinamento (da sinistra Andrea, Battista, Domenico, Pietro) all'attuale Andrea, Domenico, Battista, Pietro.
Il pannello centrale con la Madonna in trono adorante il Bambino dormiente è una ripresa interessante della rappresentazione di questa variazione del tema già proposta dai Vivarini nel Polittico della Certosa di Bologna nel 1450 – e di cui sicuramente Giovanni Belllini terrà conto realizzando la quasi contemporanea Madonna Davis (1464-1465) e più la più matura Madonna della Milizia da Mar (1470 circa). I quattro scomparti laterali raffigurano una serie di santi, che pur tenendo conto delle vincolanti indicazioni del clero, sono relazionabili in quanto eponimi a membri della famiglia Diedo. Alla destra della Vergine è san Domenico di Guzmán con l'abito domenicano, un libro e il giglio. È eponimo di Domenico Diedo, committente della cappella e del dipinto. Al fianco opposto san Giovanni Battista  – il santo eponimo del padre Giovanni –, riconoscibile per l'abito da eremita, la barba incolta, la croce e lo sfondo pietroso della base che rievoca il deserto; evidentemente esemplato dalla statua del Donatello ai Frari. Quanto agli gli altri santi, non avendo Domenico dei figli, sono riferibili al nipote Andrea, che ne fu anche esecutore testamentario. All'estrema sinistra è infatti, sant'Andrea, non solo patrono della chiesa, riconoscibile per libro, la croce e l'abito verde – singolarmente simile alle altre rappresentazioni che Bartolomeo fece del santo nel polittico per la famiglia Bernardo ai Frari e in quello della Bragora. Invece san Pietro, riconoscibile dalla canizie e dalle chiavi, è riferibile a Piero il figlio maggiore di Andrea. Per quanto ci sia noto anche alcune delle sante nelle piccole formelle perdute che erano sopra gli apici delle tavole sono riferibili alla famiglia Diedo. Santa Chiara era eponima della moglie Chiara Malipiero e della sorella di Domenico. Santa Maria Maddalena lo era della nonna, che fu molto importante nell'infanzia di Domenico rimasto orfano della madre a soli cinque anni. Invece le altre due, identificabili in sant'Elena e santa Giustina, non risultano riconducibili ad altre persone della famiglia; non sembrano tuttavia casuali, in quanto le chiese veneziane intitolate a queste sante beneficiarono degli ultimi voleri del Diedo. L'immagine centrale perduta di sant'Antonio abate è riferibile ad Antonio Diedo, fratello maggiore di Domenico, deceduto poco tempo prima.
Il polittico è significativo dell'evoluzione stilistica di Bartolomeo dopo il soggiorno a Padova, dove, a differenza del fratello Antonio, si dimostrò più ricettivo nell'assimilare nei suoi modi le novità di Andrea Mantegna, osservato durante i lavori nella cappella Ovetari. In questa, fra le prime opere indipendenti, pur obbligato dalla committenza a mantenere il tradizionale fondo oro, le figure dei corpi appaiono infatti solide e con anatomie curate. Invece, i contorni dei panneggi taglienti rivelano ancora un'ascendenza tardo gotica, mentre la marcata e peculiare saturazione dei colori nella luce fredda, trasforma tutte le superfici in lucidi smalti, in una robusta plasticità associabile agli esempi della contemporanea scultura lignea del nord Europa. 
Alcune scelte iconografiche, come la rappresentazione dei personaggi in atteggiamenti particolarmente austeri e la semplicità dei loro abiti, risultano significative della rispettosa aderenza all'ascetismo dei padri certosini che ospitavano la cappella. Del resto anche la probabile indicazione del committente di preferire la rappresentazione di Giovanni Battista e Antonio abate rispetto agli ugualmente rilevanti santi omonimi, appare ispirata dalla vita eremitica dei prescelti.

## Galleria d'immagini

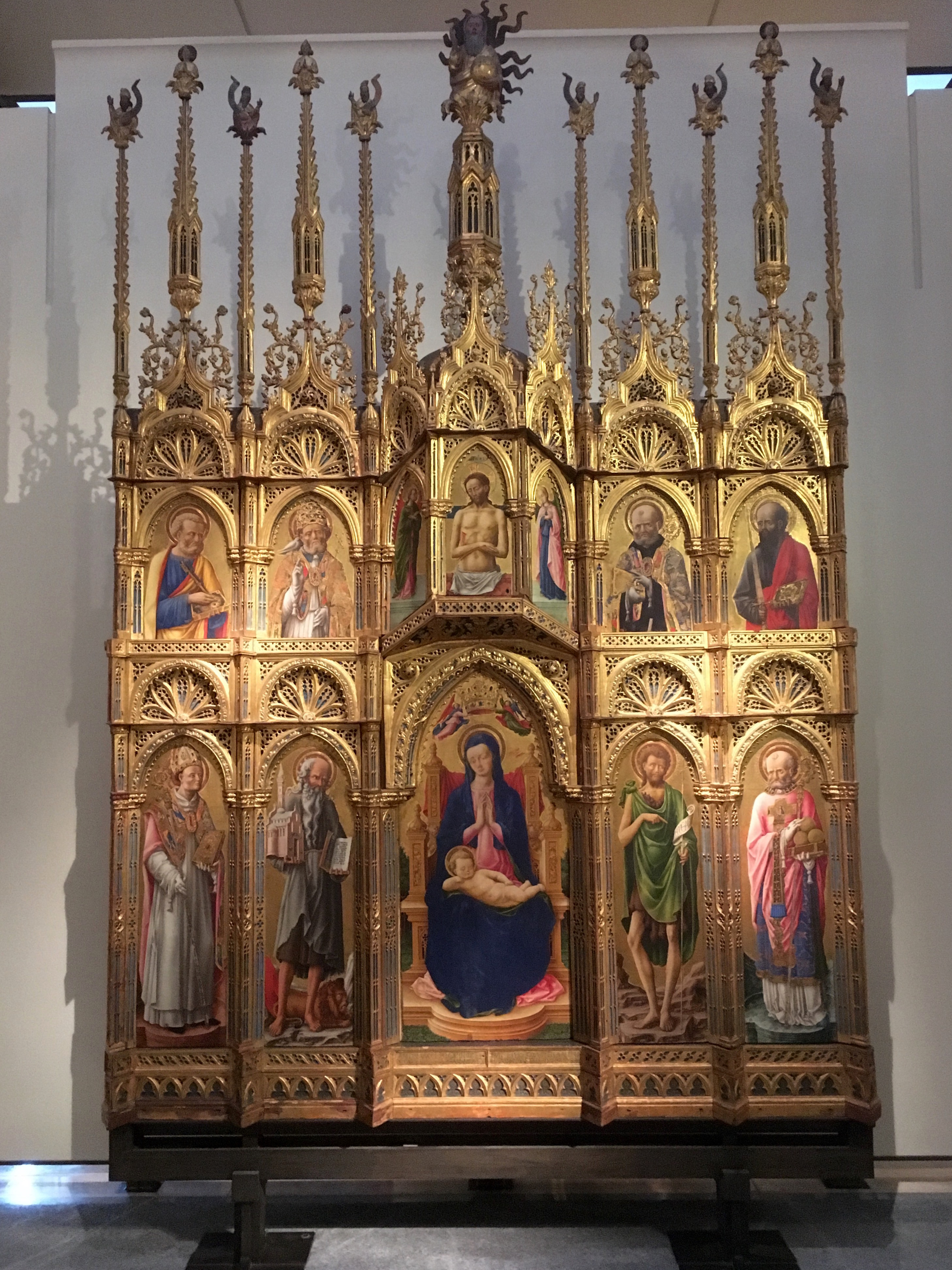
Antonio e Bartolomeo Vivarini, Polittico della Certosa di Bologna, 1450, Bologna, Pinacoteca Nazionale
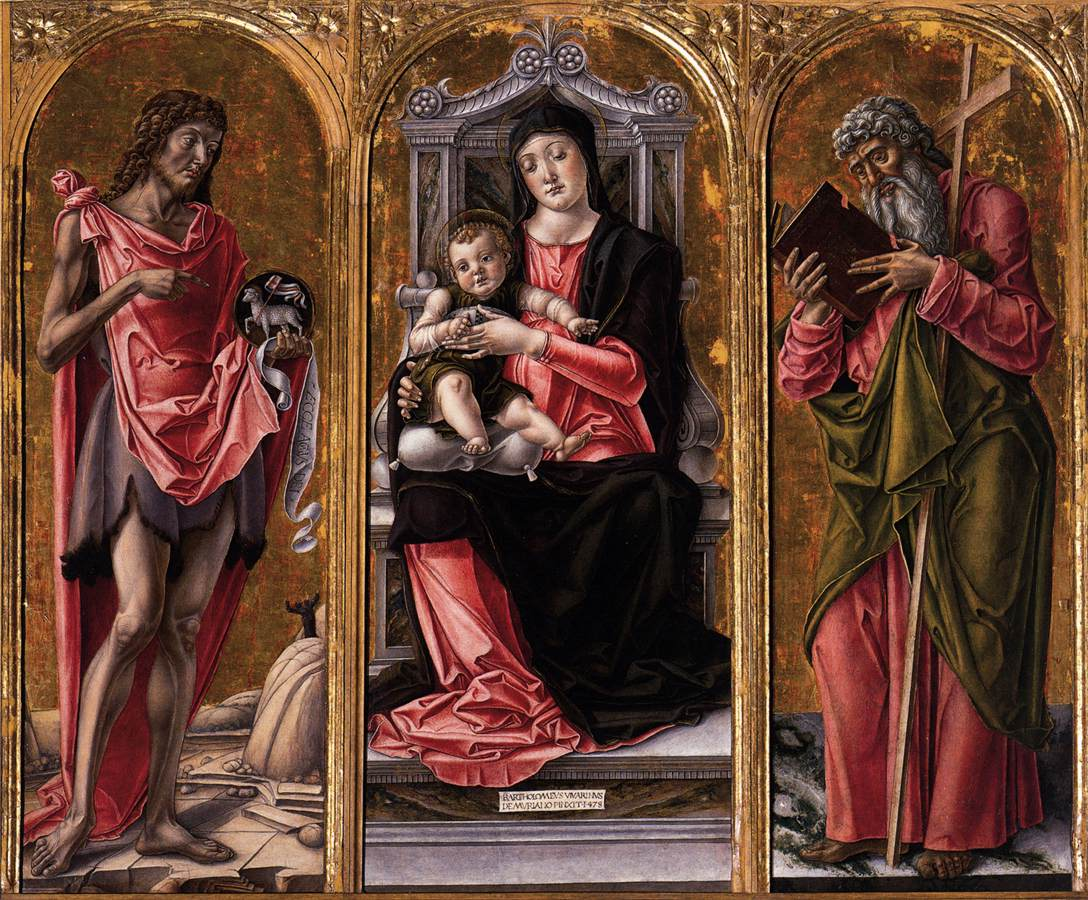
Barolomeo Vivarini, Trittico dell Bragora, 1478, Venezia, chiesa di San Giovanni in Bragora
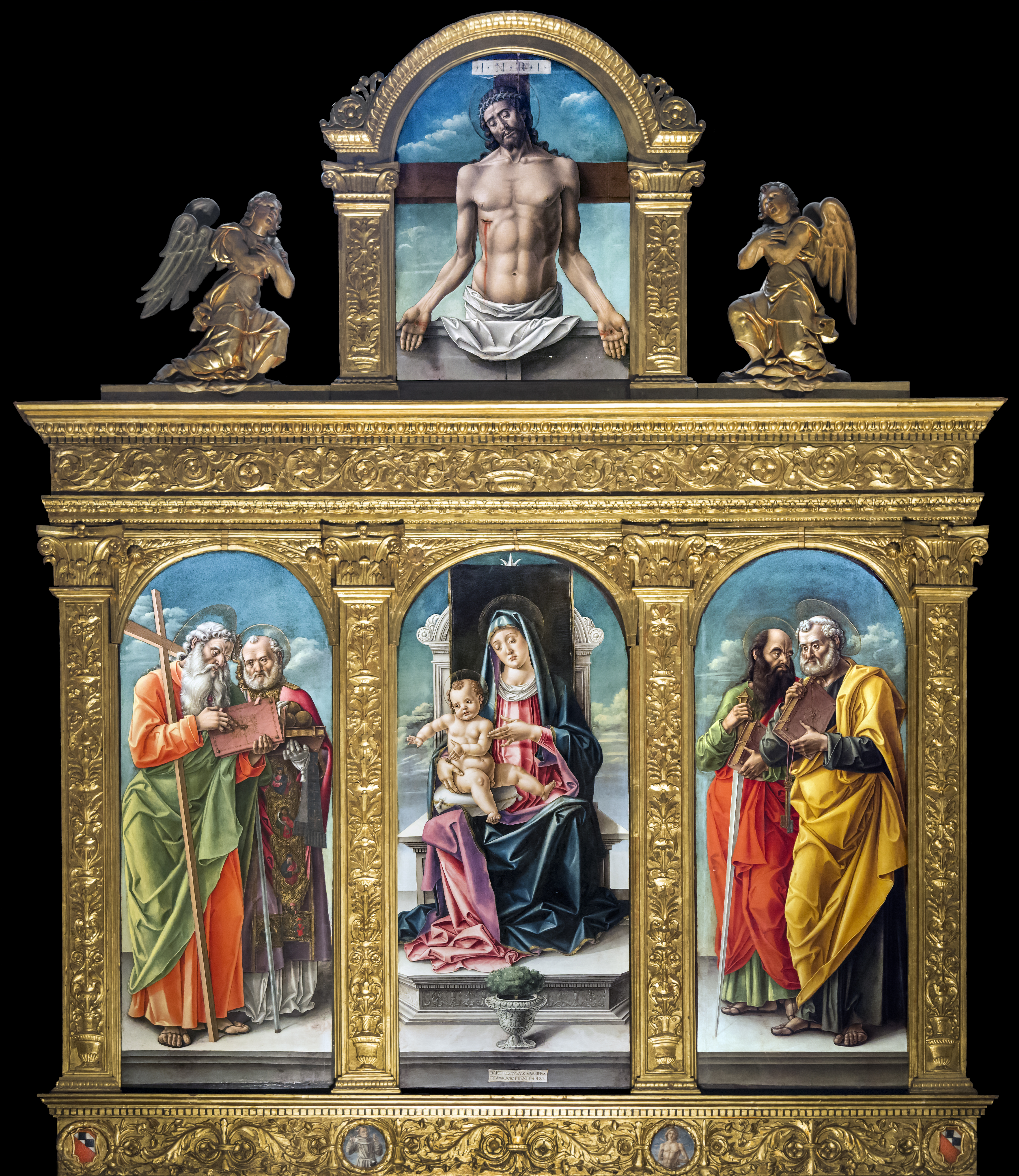
Bartolomeo Vivarini, Polittico Bernardo, 1487, Venezia, Basilica dei Frari
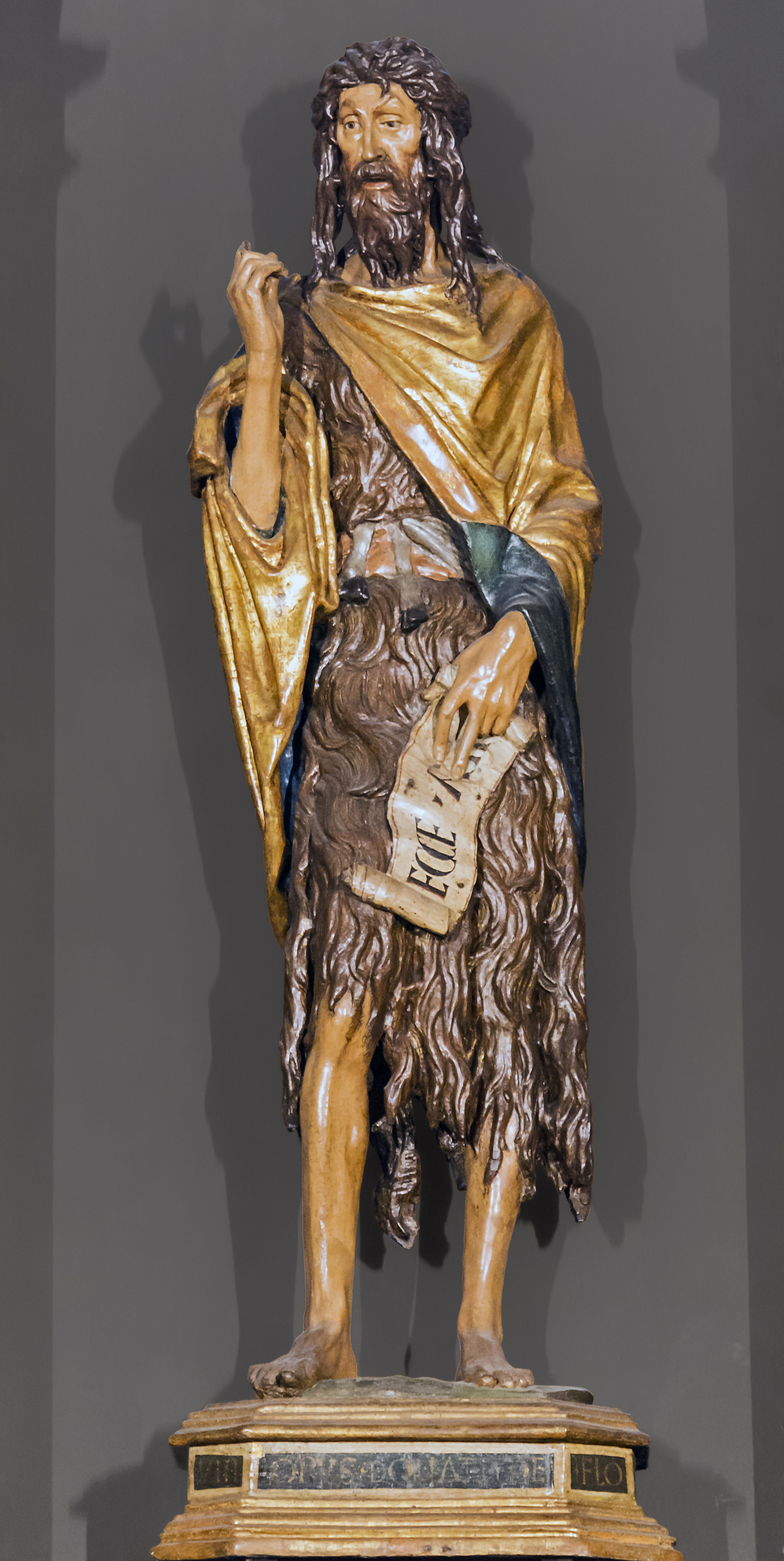
Donatello, San Giovanni Battista, 1438, Venezia, Basilica dei Frari
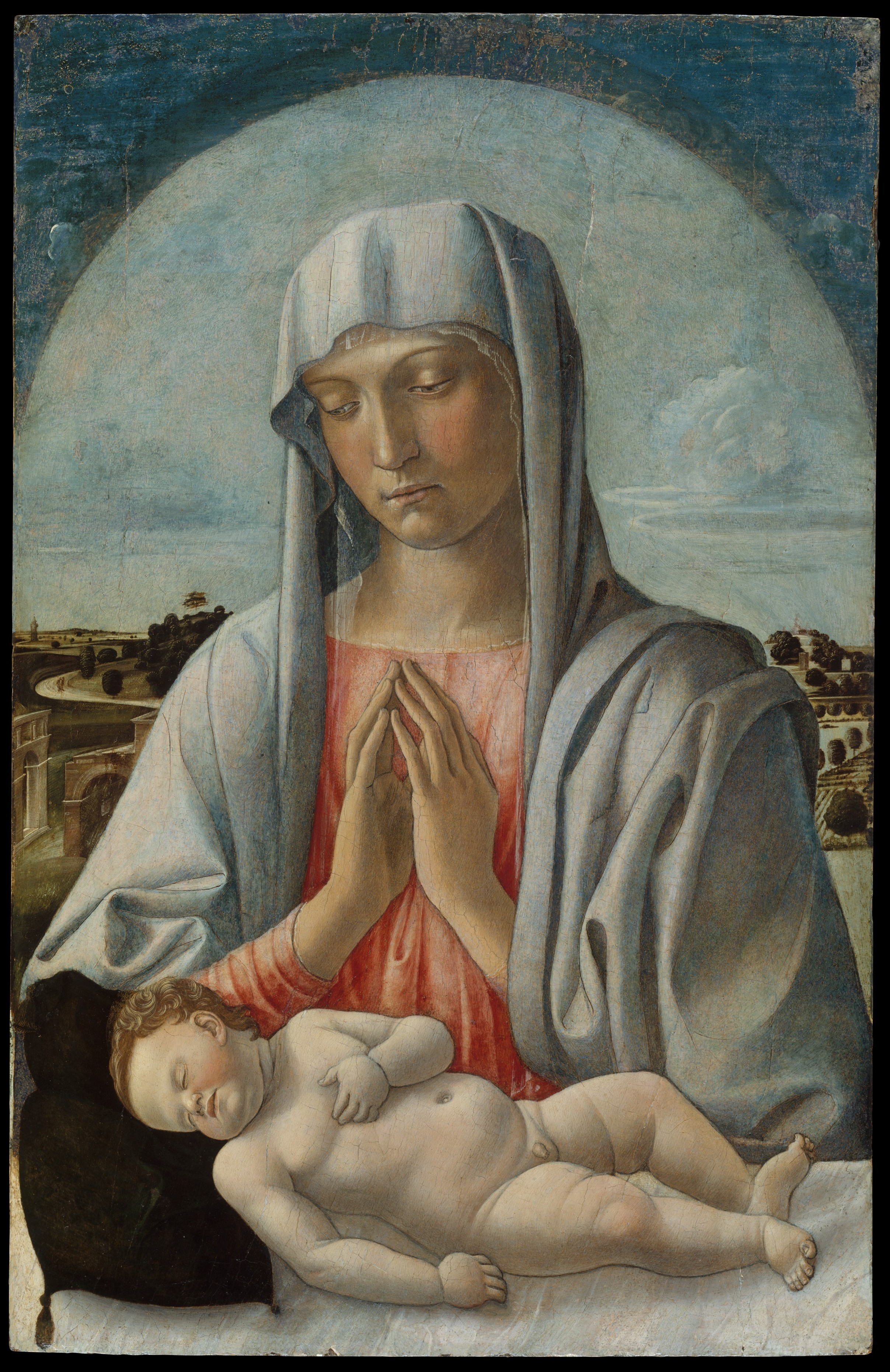
Giovanni Bellini, Madonna Davis, 1464-1465 circa, New York, Metropolitan Museum
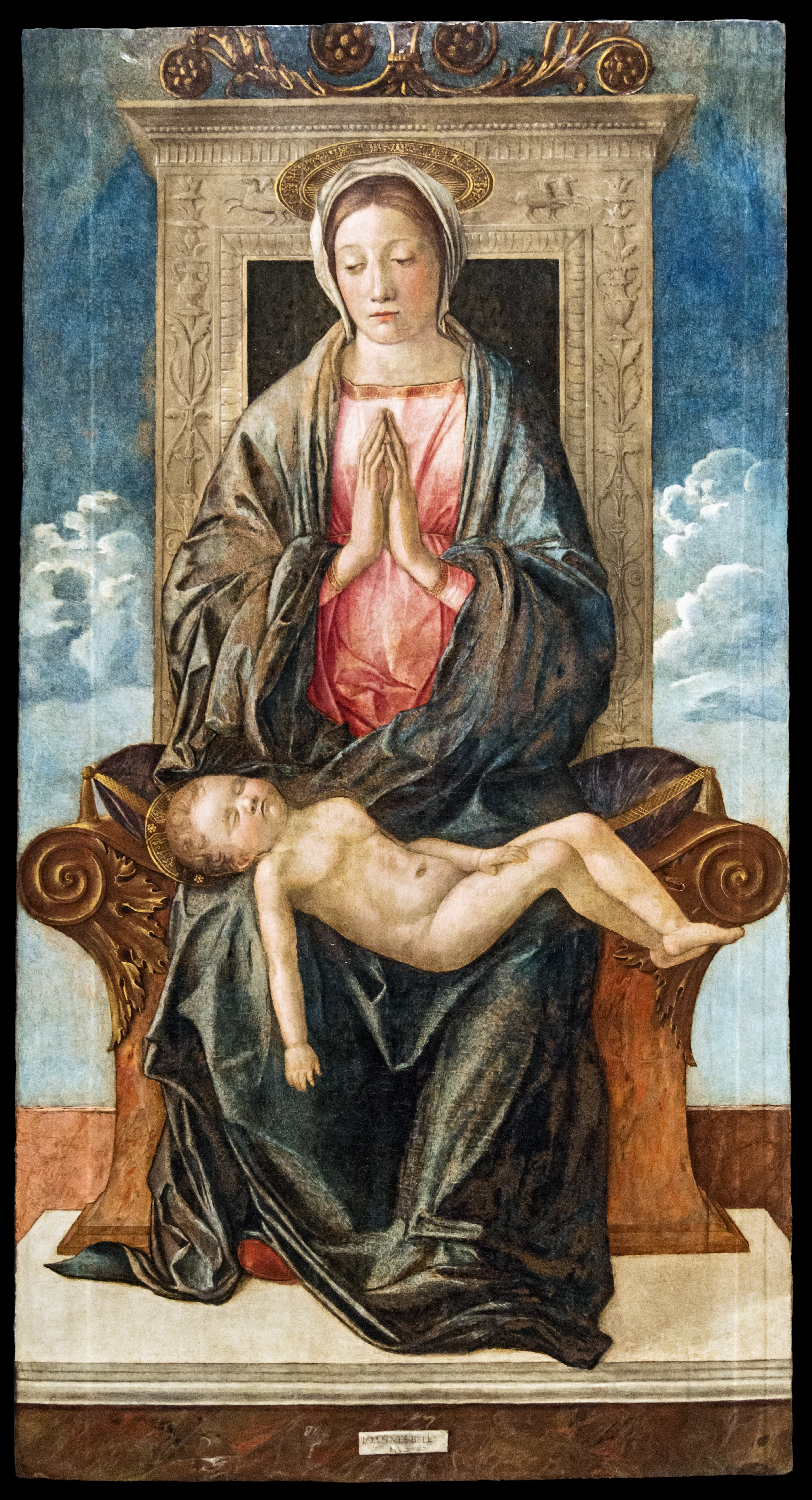
Giovanni Bellini, Madonna della Milizia da Mar, 1470 circa, Venezia, Gallerie dell'Accademia